# 溵州
溵州，唐朝时设置的州。
建中二年（781年）置，治所在郾城县（今属河南省）。辖境相当今河南省漯河市和郾城、临颍县及商水县西部地区。属河南道。贞元二年（786年）废。元和十二年（817年）复置。辖境北部、东部减缩，南部扩大。长庆元年（821年）废。
刺史
- 张应（781年—786年）
- 高承简（817年）
- 张聿（819年—820年）